# Лебёдка (Орловская область)
Лебёдка — деревня в Урицком районе Орловской области, России.
Входит в состав Городищенского сельского поселения.

## География
Граничит и расположена юго-восточнее деревни Оболёшево на правом берегу реки Цон. Южнее находится деревня Лебедёк.
Из Оболёшево в Лебёдку заходит просёлочная дорога, образующая улицу Рощинскую.

## Население
| 2010 |
| ---- |
| 28   |